# 條背薄翅螢金花蟲
條背薄翅螢金花蟲（学名：Atysa montivaga）为金花蟲科薄翅螢金花蟲屬下的一个种。分布在尼泊爾、印度、緬甸、台灣。成蟲及幼蟲均以以樟科楨楠屬植物的葉片為食，成蟲主要發生於夏秋兩季，其中以秋季較為常見。